# Comuna Măgurele, Prahova
Măgurele (în trecut, Măgurelele) este o comună în județul Prahova, Muntenia, România, formată din satele Coada Malului, Iazu și Măgurele (reședința).

## Așezare
Comuna se află pe malul stâng al Teleajenului. Este străbătută de șoseaua națională DN1A care leagă Ploieștiul de Brașov prin Vălenii de Munte. Din această șosea, la Măgurele se ramifică șoselele județene DJ100L și DJ231, care duc la Bălțești, Iordăcheanu și Urlați, respectiv la Gornet și Păcureți. Prin comună trece calea ferată Ploiești Sud-Măneciu, pe care este deservită de stațiile Măgurele Sud, Măgurele Prahova și Măgurele Nord.

## Demografie
Componența etnică a comunei Măgurele
     Români (93,05%)
     Romi (1,08%)
     Alte etnii (0,2%)
     Necunoscută (5,67%)
Componența confesională a comunei Măgurele
     Ortodocși (91,2%)
     Alte religii (2,48%)
     Necunoscută (6,32%)
Conform recensământului efectuat în 2021, populația comunei Măgurele se ridică la 4.444 de locuitori, în scădere față de recensământul anterior din 2011, când fuseseră înregistrați 4.749 de locuitori. Majoritatea locuitorilor sunt români (93,05%), cu o minoritate de romi (1,08%), iar pentru 5,67% nu se cunoaște apartenența etnică. Din punct de vedere confesional, majoritatea locuitorilor sunt ortodocși (91,2%), iar pentru 6,32% nu se cunoaște apartenența confesională.

## Politică și administrație
Comuna Măgurele este administrată de un primar și un consiliu local compus din 13 consilieri. Primarul, Vasilică Diaconu[*], de la Partidul Național Liberal, este în funcție din 2012. Începând cu alegerile locale din 2024, consiliul local are următoarea componență pe partide politice:
|  | Partid                          | Consilieri | Componența Consiliului | Componența Consiliului | Componența Consiliului | Componența Consiliului | Componența Consiliului | Componența Consiliului | Componența Consiliului | Componența Consiliului |
|  | ------------------------------- | ---------- | ---------------------- | ---------------------- | ---------------------- | ---------------------- | ---------------------- | ---------------------- | ---------------------- | ---------------------- |
|  | Partidul Național Liberal       | 8          |                        |                        |                        |                        |                        |                        |                        |                        |
|  | Partidul Social Democrat        | 3          |                        |                        |                        |                        |                        |                        |                        |                        |
|  | Alianța pentru Unirea Românilor | 1          |                        |                        |                        |                        |                        |                        |                        |                        |
|  | Partidul România Mare           | 1          |                        |                        |                        |                        |                        |                        |                        |                        |

## Istorie
La sfârșitul secolului al XIX-lea, comuna cuprindea atât satele actuale (Coada Malului, Măgurele, Protosinghelu), cât și satul Zamfira, făcând parte din plasa Podgoria a județului Prahova și având o școală înființată în 1858. Anuarul Socec din 1925 consemnează comuna în aceeași compoziție, cu o populație de 2359 de locuitori.
În 1845, comuna făcea parte din județul Saac.  La sfârșitul secolului al XIX-lea, comuna cuprindea atât satele actuale (Coada Malului, Măgurele, Protosinghelu), cât și satul Zamfira, făcând parte din plasa Podgoria a județului Prahova și având o școală înființată în 1858. Anuarul Socec din 1925 consemnează comuna în aceeași compoziție, cu o populație de 2359 de locuitori.
În 1950, a fost inclusă în raionul Teleajen al regiunii Prahova și, din 1952, al regiunii Ploiești. Satul Protosinghelu a luat în 1964 numele de Iazu. În 1968, județul Prahova a fost reînființat, iar comuna a fost reorganizată, pierzând satul Zamfira, arondat comunei Lipănești.